# Oxymonacanthus longirostris
Oxymonacanthus longirostris är en art tillhörande familjen filfiskar (Monacanthidae). Den lever av Acroporapolyper i Indiska ocenanen och Stilla havet.